# Pirkka-Pekka Petelius
Pirkka-Pekka Petelius, född 31 maj 1953 i Nedertorneå, är en mångsidig finländsk skådespelare, komiker, manusförfattare och sångare. I synnerhet är han känd från många sketchserier.
Petelius var även riksdagsledamot. Han invaldes 2019 i Finlands riksdag som representant för Gröna förbundet i Nylands valkrets.

## Karriär
Petelius började studera vid Teaterhögskolan i Helsingfors 1976. Han gjorde sitt genombrott 1983 när han spelade en huvudroll i sketchserien Velipuolikuu (Brorhalvmånen). På 1980- och 1990-talen medverkade han även i flera andra sketchserier, till exempel i Hymyhuulet (Leende läppar, 1987–1988) och Herra 47 (Herr 47). Flera av hans sketcher skrevs också av honom. Petelius har spelat även dystrare roller i flera filmer. Han agerade Urho Hietanen i Rauni Mollbergs film Okänd soldat (1985), andra framstående roller som han har spelat är bland annat i filmerna Hamlet i affärsvärlden (Aki Kaurismäki, 1986), Drakarna över Helsingfors, Lapin kullan kimallus (Åke Lindman, 1999) och Barnmorskan (Antti J. Jokinen, 2015). Petelius tilldelades Pro Finlandia-medaljen år 2017. Petelius är frånskild.
Som sångare har han specialiserat sig på humoristiska schlagersånger. Många av dem framfördes i de ovannämnda sketchserierna.